# Henri Hell
Pour les articles homonymes, voir Hell et Lasri.
Pour le joueur français de basket-ball, voir Henri Hell (basket-ball).
Henri Hell, nom de plume de José Enrique Lasry, est un critique littéraire, critique musical, chroniqueur d'art et musicologue français né le 30 octobre 1916 à Caracas et mort le 6 avril 1991 à Louveciennes.

## Biographie
Henri Hell a collaboré comme critique littéraire à Fontaine, à Combat, à la Table Ronde, à l'Express, au Nouvel Observateur, au Monde, à la N.R.F.. 
Il a assisté Max-Pol Fouchet à la direction de la revue Fontaine.   Il a été critique musical à la Revue Musicale, au Nouveau Candide, à la Table Ronde, à la Gazette de Lausanne. Il a été directeur des éditions Fayard. 
Enfin, il a publié un ouvrage de référence sur Francis Poulenc aux éditions Fayard. Il a aussi été chroniqueur d'art.

## Publications
- La France au cœur : Chroniques de la servitude et de la libération, juin 1940-juin 1943, préface de l'ouvrage de Max-Pol Fouchet, 1944.
- L'amour vagabond, contribution au roman d'André Fraigneau, Paris, Plon, 1956.
- Les Elus du Seigneur, traduction française de l'ouvrage de James Baldwin, 1957.
- Francis Poulenc, musicien français, Plon, 1958, Fayard, 1978[3].
- L'univers romanesque de Marguerite Duras, 1962.
- Un regard, préface de l'ouvrage de Stephen Spender, 1990.

## Correspondance
- Correspondance avec René Etiemble.
- Correspondance avec François Nourissier.
- Correspondance avec Francis Poulenc, 1951.